# Papius Brutulus
Papius Brutulus ou Brutulus Papius est un noble samnite puissant et influent, qui aurait déclenché la deuxième guerre samnite en -327 en s'associant aux Grecs de Palaepolis (Naples).
Depuis longtemps, il avait armé le Samnium et entrepris des soulèvements de cités voisines telles que Privernum, Fundi et Formies. Son objectif était d'annexer la colonie romaine de Fregelles.
En -322, après une grave défaite, les Samnites demandèrent la paix : parmi les conditions, Brutulus, responsable de la rupture de la paix avec les Romains, devait être livré à Rome (deditio). Se sachant perdu, il se suicida, et c'est son cadavre et ses biens que l'on offrit à Rome, qui les refusa. Les Romains décidèrent de poursuivre la guerre.
Selon E. T. Salmon, la réalité historique de ce personnage n'est pas, de loin, assurée. Il n'apparaît pas dans le récit de Tite-Live avant l'épisode de 322 alors que lui est imputée la responsabilité d'une guerre commencée cinq ans plus tôt. Il s'agit peut-être d'une sorte de dédoublement du héros samnite de la guerre sociale, lui aussi un Papius (Gaius Papius Mutilus), dont le rôle serait de mettre en évidence la responsabilité des Samnites dans le déclenchement des hostilités et, en conséquence, de dédouaner les Romains.

## Sources antiques
- Tite-Live, VIII, 39 ; IX, 1, 6.
- Zonaras, 7, 26, 10. Zonaras le nomme Rutulus au lieu de Brutulus.